# Handley Page H.P.54 Harrow
Handley Page H.P.54 Harrow là một loại máy bay ném bom hạng nặng/vận tải của Anh, do hãng Handley Page chế tạo vào thập niên 1930 cho Không quân Hoàng gia trong Chiến tranh thế giới II.

## Biến thể
Harrow Mk.I
Harrow Mk.II

## Quốc gia sử dụng
Canada
- Không quân Hoàng gia Canada

 Anh Quốc
- Không quân Hoàng gia
- Không quân Hải quân Hoàng gia

## Tính năng kỹ chiến thuật (Harrow II)
Dữ liệu lấy từ P Lewis, The British Bomber since 1914
Đặc điểm tổng quát
- Kíp lái: 5
- Sức chứa: 20 lính[2] hoặc 12 kiện hàng
- Chiều dài: 82 ft 2 in (25,05 m)
- Sải cánh: 88 ft 5 in (26,96 m)
- Chiều cao: 19 ft 5 in (5,92 m)
- Diện tích cánh: 1,090 ft² (101,3 m²)
- Trọng lượng rỗng: 13.600 lb (6.180 kg)
- Trọng lượng có tải: 23.000 lb (10.500 kg)
- Động cơ: 2 × Bristol Pegasus XX, 925 hp (690 kW)  mỗi chiếc

 Hiệu suất bay 
- Vận tốc cực đại: 174 kn (200 mph, 322 km/h)
- Vận tốc hành trình: 142 kn [3] (163 mph, 262 km/h)
- Tầm bay: 1.096 nmi (1.260 mi, 2.029 km)
- Trần bay: 22.800 ft (6.950 m)
- Vận tốc lên cao: 710 ft/phút (3,6 m/s)
- Tải trên cánh: 21,1 lb/ft² (103 kg/m²)
- Công suất/trọng lượng: 0,0804 hp/lb (0,132 kW/kg)

Trang bị vũ khí

- Súng: 4 × súng Lewis 0.303 in (7,7 mm)
- Bom: 3.000 lb (1.400 kg) bom